# 잭 로드

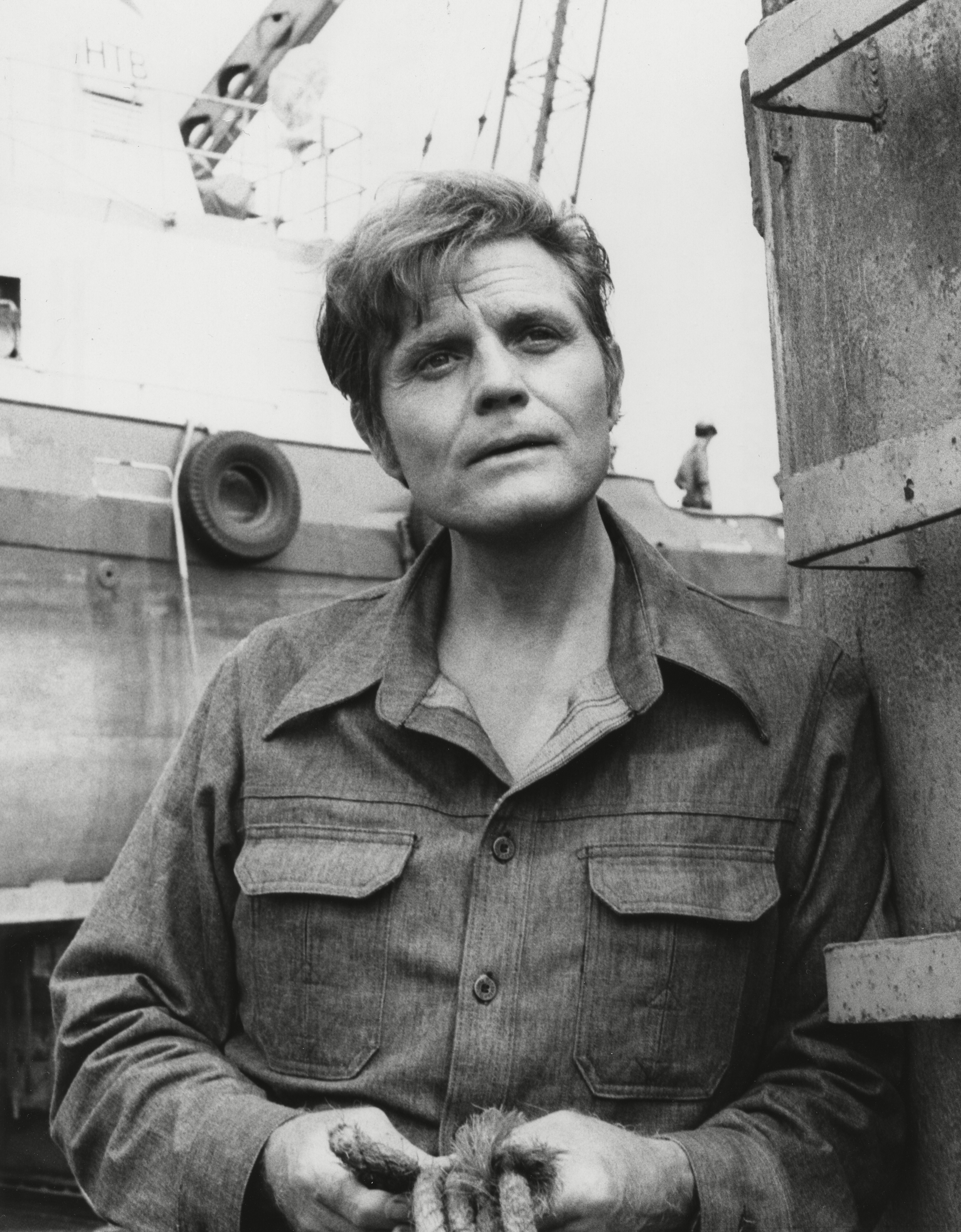

잭 로드(Jack Lord, 1920년 12월 30일 ~ 1998년 1월 21일)는 미국의 영화 감독, 영화 프로듀서, 연극 배우, 영화배우, 텔레비전 배우이다.
브루클린에서 태어났으며 호놀룰루에서 사망하였다.

## 영화
- 하와이 5-0수사대 (1968년)
- 007 살인번호 (1962년) - 펠릭스 레이터 역
- 가즈 리틀 에이커 (1958년) - 벅 워든 역
- 서부의 사나이 (1958년)
- 베가본드 킹 (1956년)
- 빌리 밋첼의 군사법원 (1955년)
- 스튜디오 원 (1948년)